# III. udarni bataljon (Slovensko domobranstvo)
III. udarni bataljon je bil bataljon, ki je deloval v sestavi Slovenskega domobranstva med drugo svetovno vojno.

## Zgodovina
Bataljon je bil ustanovljen 5. julija 1944 s preimenovanjem Bataljona M in bil ukinjen marca 1945.

## Poveljstvo
Poveljniki
- stotnik Miroljub Stamenković (5. julij - 20. september 1944)
- stotnik Franc Pavlovčič (20. september 1944 - marec 1944)

## Sestava
- štab
- 22. četa
- 24. četa
- 63. četa
- 15. četa
- 21. četa
- 22. četa
- 3. težka četa